# جامع سعيد باشا
جامع سعيد باشا هو أحد جوامع منطقة ركن الدين في العاصمة دمشق، قام ببناءه أمير الحج الإسلامي سعيد باشا الدقوري.

## المؤذنون
عرف من المؤذنين:
- أبو عجاج دقوري
- محمد وانلي
- حسين وانلي
- أبو صياح بشار
- أبو كرم